# Dolenje Skopice
Dolenje Skopice – wieś w Słowenii, w gminie Brežice. W 2018 roku liczyła 200 mieszkańców.